# Artemita podexargenteus
Artemita podexargenteus är en tvåvingeart som beskrevs av Günther Enderlein 1914. Artemita podexargenteus ingår i släktet Artemita och familjen vapenflugor. Inga underarter finns listade i Catalogue of Life.